# Théodore Dreyfus
Théodore (Théo) Dreyfus est un éducateur juif français, né le 22 octobre 1925 à Strasbourg et mort le 4 juillet 2007 à Jérusalem, membre de la Résistance, spécialiste du Maharal de Prague. Il était membre du mouvement de jeunesse Yechouroun.

## Éléments biographiques

### L'Alsace
Théodore Dreyfus est né en 1925 à Strasbourg (Bas-Rhin).

### La Résistance
En 1943, il se réfugie à Périgueux (Dordogne) où il entre dans la Résistance (Limoges (Haute-Vienne), Périgueux, Castres (Tarn), Mazamet (Tarn). Il est recruté par Marinette Kaufman, et Robert Gamzon. Au sein de la 6ème EIF, il participe à la planque d'enfants juifs pour éviter leur arrestation et leur déportation.
Il est arrêté à Périgueux par la Gestapo. Il est relâché après vérification de son identité, attestée par une carte d'identité falsifiée et  procurée par l'abbé Jean Sigala.
Avec l'Organisation juive de combat (OJC), Théo Dreyfus participe à un acte de sabotage contre un train. Il est blessé en 1944 pendant les combats pour la Libération du Tarn. Il reçoit la Croix de guerre.

### L'Après-Guerre
Après la Guerre, il reprend ses études à Lyon et à Strasbourg. Il est licencié es lettres en 1947.
Il se marie en 1947 avec Jacqueline Weill, une psychologue.

#### L'École Maïmonide
Il est professeur de lettres à l'École Maïmonide, rue des Abondances à Boulogne-Billancourt (Hauts-de-Seine) en 1947. Il devient directeur par intérim en remplacement de Marcus Cohn (le fondateur de l'École en 1935).
En 1949, Théodore Dreyfus assure la réouverture de l'École Lucien de Hirsch (fondée en 1901). Cette rentrée se fait avec 10 élèves.
Il devient en 1949 directeur de l'École Maïmonide où il succède à Marcus Cohn qui s'est installé en Israël. 
Théodore Dreyfus quitte définitivement l'École Maïmonide en 1967.

#### Strasbourg
En 1966, il prend un congé de l'École Maïmonide pour terminer sa thèse de troisième cycle à l'Université de Strasbourg, sous la direction d'André Neher. Sa thèse s'intitule :Une théologie juive de la Révélation d'après le Rayonnement d'Israël du Maharal de Prague.
De 1967 à  1969, il enseigne à Strasbourg.

#### Israël
En 1969, Théo Dreyfus s'installe avec sa famille en Israël.

##### L'université Bar Ilan
À l'université Bar Ilan, Théodore Dreyfus enseigne la philosophie juive comme maître assistant puis comme maître de conférences et finalement comme directeur du département de philosophie. De 1978 à 1988, il est titulaire de la chaire Schneweiss.
Il cesse son enseignement à cause de son état de santé, en 1988. Il est alors âgé de 63 ans.

#### Les dernières années
Théodore Dreyfus est décédé à Jérusalem en 2007, à l'âge de 82 ans.

## Témoignages
Dans ses Mémoires publiés en 1994, Elie Wiesel raconte son séjour à Ambloy (Loir-et-Cher):
"Un groupe d'intellectuels juifs religieux, Yeshurun (Yechouroun), vient souvent passer le Shabbat avec nous. J'assiste aux réunions, sans doute trop savantes, avec un sentiment d'exclusion: je ne comprends pas leur français. Parmi eux, Marc Breuer, fils et petit-fils de rabbins; Théo Dreyfus, auteur d'un ouvrage sur le Maharal de Prague, deviendra directeur de l'école Maïmonide avant d'émigrer en Palestine; Benno Gross, autre élève d'André Neher, enseignera à l'université Bar-Ilan et Lucien Lazare écrira des ouvrages importants sur la Résistance juive et les Justes non juifs en France."